# Selma Feldbach
Selma Feldbach, född 1878, död 1924, var en estländsk läkare. Hon blev 1904 den första kvinnliga läkaren i Estland.